# Binhai-Bibliothek
Tianjin Binhai Library (天津滨海图书馆) ist eine große Bibliothek in Tianjin (Stadtteil  Binhai), Volksrepublik China. Träger ist das Binhai Cultural Center. Das im Oktober 2017 eröffnete moderne Bauwerk wurde nach Plänen des niederländischen Architekturbüros MVRDV in Zusammenarbeit mit dem lokalen Design Institute (TUPDI). Die Bibliothek ist Teil der Tianjin Bibliothek, einer der ältesten öffentlichen Leihbibliotheken Chinas.

## Beschreibung
Das fünfstöckige, in Weiß gehaltene futuristische Gebäude hat eine Fläche von 33.700 m².
Die Bauzeit betrug 3 Jahre. Aufgrund der kurzen Bauzeit sind auch viele der Regale im Hauptsaal der Bücherei nicht mit Büchern befüllt. Diese werden zu großen Teilen in externen klassischen Leseräumen aufbewahrt.
Die Bücherregale sind terrassiert und geschossübergreifend. Die Formen sind geschwungen und größtenteils kaskadiert. In der Mitte befindet sich eine augenförmige Kuppel (Auditorium).
Derzeit gibt es 200.000 Bücher; geplant sind 1,2 Mio.; viele Bücherregale sind mit Imitaten (Fotografien) beklebt.